# Une idée à l'eau
Pour plus de détails, voir Fiche technique et Distribution.
Une idée à l'eau (ou L'Irrésistible Rebelle) est un film français réalisé par Marco de Gastyne et Jean-Paul Le Chanois en 1940, sorti en 1942.
Le film avait été commencé et abandonné par Marco de Gastyne, et a été terminé par Jean-Paul Le Chanois en 1940 sous le titre L'Irrésistible Rebelle.

## Synopsis
Trois scénaristes essayent d'écrire une comédie qui a comme sujet un jeune premier qui doit conquérir une riche milliardaire sur une île déserte.

## Fiche technique
- Titre original : Une idée à l'eau
- Titre alternatif : L'Irrésistible Rebelle
- Réalisation : Marco de Gastyne et Jean-Paul Le Chanois (comme Jean-Paul Dreyfus)
- Photographie : Georges Asselin
- Musique : Henri Poussigue
- Producteur : Bernard-Roland
- Production : Spardice
- Format : Noir et blanc - 1,37:1 - 35 mm - Son mono
- Genre : Comédie
- Durée : inconnue
- Date de sortie : 
  - France : 21 octobre 1942

## Distribution
- Jean Tissier : le premier scénariste
- Andrex : le deuxième scénariste
- Gaston Modot : le troisième scénariste
- Roland Toutain : le jeune premier
- Winna Winifried : la millionnaire
- Louis Florencie
- Jeanne Fusier-Gir
- Georges Péclet
- Geneviève Sorya
- Georgette Tissier